# I Livets Brænding
I Livets Brænding er en dansk film fra 1916 instrueret af Holger-Madsen.